# 金湾

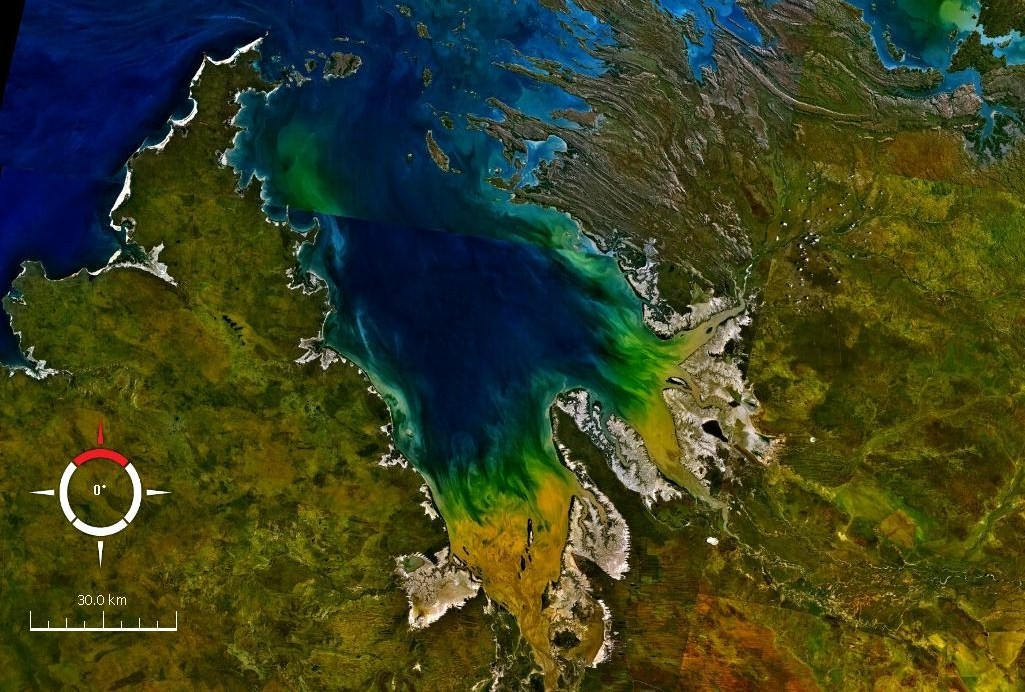
金灣

金灣（King Sound）是澳洲西北部的一個河口灣，地形上屬於坎寧盆地一部分，以探險家菲利普·帕克·金命名。主要注入水源為菲茨羅伊河。德比是附近的一座城鎮。